# Кардаил (село)
Кардаил — село в Балашовском районе Саратовской области, входит в состав населённых пунктов Родничковского муниципального образования.

## География
Село расположено у западной границы района и области, в верховьях одноименной речки, в 25 км от города Балашова и в 216 км от областного центра Саратова. С районным центром село связано асфальтированной дорогой, ближайшая железнодорожная станция находится в соседнем селе Родничке (железнодорожная линия Пенза – Поворино).

## Население
Согласно данным переписи на 2010 год в селе проживало 245 человек, из них 117 мужчины и 128 женщины.

## История
Русский посёлок (хутор) Кардаил был основан в 1876 году. 
В 1890-х годах при строительстве новой железной дороги от Балашова до Харькова на участке Балашов – Поворино одну из станций планировалось разместить в Кардаиле. Однако, хозяева мельницы в Песках (Воронежская область) сумели договориться и определить станцию ближе к своему производству, хотя название станции было присвоено как станция Кардаил. 
В 1898 году в посёлке тщанием прихожан была построена деревянная церковь. Её здание имело колокольню и один престол во имя иконы Казанской Божией Матери.
С приходом к власти большевиков была образована Родничновская волость, причём волисполком изначально разместился в Кардаиле, но к концу 1918 года переехал в Родничок. Летом 1919 года в разгар гражданской войны и на пике активности зелёного движения в регионе из самомобилизовавшихся жителей Кардаила и других окрестных населённых пунктов белые сформировали стрелковый полк, который впоследствии организованно участвовал в боях против красных.
В боях Великой Отечественной войны погибли 95 жителей Кардаила.
В 1954–1957 годах село в составе Родничковского района входило в Балашовскую область, после чего стало частью Балашовского района Саратовской области. В поздние советские годы в Кардаиле (Родничковского сельсовета) размещалась центральная усадьба колхоза "Красный Октябрь". 

## Инфраструктура
На территории села в настоящее время располагается 124 двора, в которых проживают чуть больше 200-х жителей. Населённый пункт является частью Родничковского муниципального образования. В селе работают , дом культуры, магазины. В центральной части села размещён памятник воинам Великой Отечественной войны.

## Уличная сеть
В селе несколько улиц: ул. Пугачева, ул. Колхозная, ул. Гагарина, ул. Центральная.